# Mirza Khazar
Mirza Kerim oglu Mikayilov (en azéri : Mirzə Kərim oğlu Mikayılov), dit aussi Mirza Khazar (en azéri : Mirzə Xəzər), né le 29 octobre 1947 à Göyçay (RSS d'Azerbaïdjan, URSS) et mort le 31 janvier 2020, est un auteur, analyste politique, présentateur, journaliste et éditeur azerbaïdjanais. Il est également connu sous le nom de Mirza Michaeli.

## Jeunesse
En juillet 1973, Mirza Khazar achève ses études à la faculté de droit de l’université d’État d’Azerbaïdjan. D’août 1973 à janvier 1974, il travaille comme avocat à Sumgait Azerbaïdjan. En juin 1974, il immigre en Israël et assiste à des cours spéciaux pour les avocats de l'URSS à l’Université de Tel-Aviv. De juin 1975 à janvier 1976, il sert dans la Force de défense israélienne.

## Traduction de la Bible
Entre 1975 et 1984, à la demande de l'Institut de traduction de la Bible de Stockholm, il traduit le Nouveau Testament et l'Ancien Testament en azéri. Parue en 1982, la première édition est imprimée à Zagreb, puis réimprimée cinq fois au cours des années suivantes. Sa traduction de l'Ancien Testament, terminée en 1984, n'a pas encore été imprimée.
La première traduction vers l'azéri par Mirza Farrukh et Feliks Zaręnba avait été l'Évangile selon Matthieu, publié en 1842 à Londres par la Basel Missionary Society. Le Nouveau Testament complet avait été entièrement traduit et publié à Londres en 1878 et l'Ancien Testament en 1891.

## Journaliste
D'août 1976 à octobre 1985, Mirza Khazar travaille comme vice-rédacteur en chef du service azerbaïdjanais de Radio Free Europe / Radio Liberty à Munich. En octobre 1985, il est invité à Washington pour être rédacteur en chef du service azerbaïdjanais de la Voice of America. En février 1987, il retourne à Munich pour diriger le service azerbaïdjanais de Radio Free Europe et y travaille jusqu'en septembre 2003. En janvier 2004, il fonde le journal La Voix de Mirza Khazar (Mirzə Xəzərin Səsi) à Bakou Il dirige actuellement le journal en ligne en trois langues : azéri, anglais et russe. De septembre à octobre 2005, il est l'hôte de Azadlig TV (Freedom TV), la première station indépendante à diffuser à partir d'un pays étranger en Azerbaïdjan. En décembre 2005, il lance un programme radio sur Internet, où les visiteurs peuvent écouter des articles préenregistrés.

## Articles
Les articles de Mirza Kazar sur la situation politique et économique en Azerbaïdjan et d'autres anciennes républiques soviétiques ont paru en Azerbaïdjan, en Turquie, en République tchèque et dans d'autres pays. Son article sur La Formation du Front populaire d'Azerbaïdjan (28 décembre 1988) est le premier sur les tentatives des intellectuels locaux et des patriotes de lancer un mouvement national-démocratique en Azerbaïdjan. Le Front populaire d'Azerbaïdjan avait été créé officiellement en 1989. En août 1989, il publie son ouvrage Société Birlik dans le mouvement démocratique d'Azerbaïdjan.

## Janvier Noir de 1990
Lors du Janvier Noir, les Soviétiques cherchent par tous les moyens à étouffer les nouvelles en provenance de l'Azerbaïdjan. À la veille de l'invasion militaire soviétique de Bakou, la télévision et la radio d'État sont privées d'électricité par des agents de renseignement. La télévision et la radio restent muettes et la presse écrite est muselée. Mais Mirza Khazar et son personnel à Radio Free Europe parviennent à diffuser des rapports quotidiens à partir de Bakou, ce qui en fait la seule source d’information pour les Azerbaïdjanais à l’intérieur et à l'extérieur du pays pendant plusieurs jours et permet d'organiser des actions de protestation. Choqué par ce « surprenant développement », le gouvernement de l'URSS se plaint officiellement aux États-Unis de la couverture de Radio Free Europe de l'invasion militaire de l'Azerbaïdjan. Melahet Agacankizi, poétesse et écrivaine azerbaïdjanaise, a décrit la présence de Mirza Khazar à la radio au moment de l'invasion militaire soviétique comme suit : « Le 20 janvier, Mirza Khazar, avec sa voix divine, a donné l'espoir au peuple mourant azerbaïdjanais ». Sa voix et son nom sont familiers à tous les Azerbaïdjanais.

## Distinctions
Le nom de Mirza Khazar figure dans l'ouvrage d'Alisa Nijat, 100 Great Azerbaijanis, publié à Bakou en 1999. En 1990, le Front populaire d'Azerbaïdjan a décerné à Mirza Khazar le prix Mémméd Émin Résulzadé pour son rôle dans le mouvement national-démocratique. Mémméd Émin Résulzadé fut l'un des fondateurs de la première République démocratique d'Azerbaïdjan (1918-1920). Sabir Rustamkhanly, écrivain et homme politique, a appelé Mirza Khazar « un symbole de notre lutte nationale » dans son entretien avec le journal Cumhuriyet en septembre 2003.

## Articles en anglais
- Azerbaijani Economy, 2001
- Political Situation in Azerbaijan, 2001
- Successor Issue in Azerbaijan, 2001
- Relations Between Azerbaijan and Turkey
- Karabakh Peace Talks in Key West
- Iranian-Azerbaijani Relations
- There Was No Anti-Semitism In Azerbaijan
- The Fight For Azerbaijan, or, Illusions Again?

## Sources
- (az) Radio Free Europe/Radio Liberty broadcast records, Hoover Institution Archives,Stanford University
- (az) Azərbaycan Xalq Cəbhəsi
- (az) Dağ yəhudiləri
- (az) Qara yanvar
- (de) Bergjuden
- (de) Bibel Übersetzung
- (de) Liste der Biografien
- (en) Azerbaijani Jews
- (en) List of Azeris
- (en) Mountain Jews
- (ru) Горские евреи
- (ru) Переводы Библии
- (ru) Список известных азербайджанцев